# (36536) 2000 QO89
2000 QO89 (asteroide 36536) é um asteroide da cintura principal. Possui uma excentricidade de 0.16892240 e uma inclinação de 3.33474º.
Este asteroide foi descoberto no dia 25 de agosto de 2000 por LINEAR em Socorro.